# Drozdowice Wielkie (przystanek kolejowy)
Drozdowice Wielkie − nieczynny kolejowy przystanek osobowy w Drozdowicach Wielkich, w Polsce, w województwie dolnośląskim, w powiecie górowskim.